# Vint-i-quatrena esmena de la Constitució dels Estats Units

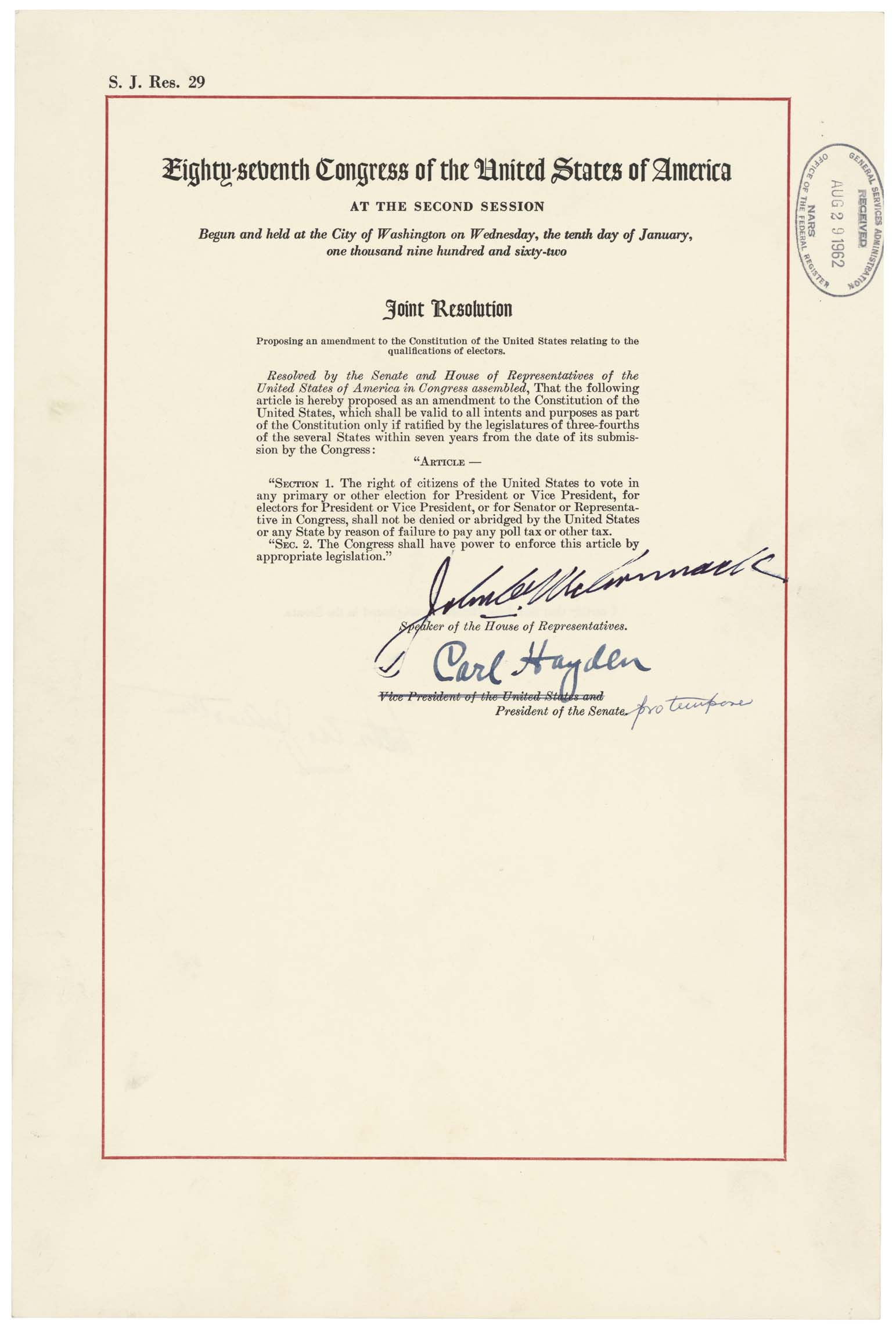
Còpia original de la Vint-i-quatrena esmena de la Constitució dels Estats Units

La Vint-i-quatrena esmena (en anglès Twenty-fourth Amendment) de la Constitució dels Estats Units prohibeix, tant al Congrés com als estats, condicionar el dret al vot en les eleccions federals al pagament d'un impost de capitació o de qualsevol altre tipus d'impost. L'esmena va ser proposada pel Congrés als estats el 29 d'agost del 1962 i va ser ratificada pels estats el 23 de gener del 1964.
Els imposts de capitació havien estat instaurats en onze estats del Sud del país, després de la denominada Reconstrucció, en el període que discorre en finalitzar la Guerra Civil Nord-americana, entre 1865 i 1877, amb la finalitat d'impedir el vot dels ciutadans d'ètnia negra. La Cort Suprema va sentenciar que les capitacions violaven la Constitució. Al temps de la ratificació de l'esmena, només cinc estats tenien una capitació encara: Virgínia, Alabama, Texas, Arkansas, i Mississipi. No obstant això, la Cort Suprema va dictaminar 6-3 en Harper v. Virginia Board of Elections (1966) que la capitació violava la Constitució per la clàusula sobre protecció igualitària.

## Text
El text de la Vint-i-quatrena esmena a la Constitució dels Estats Units diu així:
| « | (català) Secció 1. El dret dels ciutadans dels Estats Units a votar en qualsevol elecció primària o una altra elecció per a president o vicepresident, per electors per a president o vicepresident, o per a senador o representant davant el Congrés, no serà negat o coartat pels Estats Units ni cap estat per motiu de no haver pagat un impost electoral o qualsevol altre impost. Secció 2. El Congrés queda facultat per a posar en vigor aquest article mitjançant la legislació adequada. | (anglès) Section 1. The right of citizens of the United States to vote in any primary or other election for President or Vice President, for electors for President or Vice President, or for Senator or Representative in Congress, shall not be denied or abridged by the United States or any State by reason of failure to pay any poll tax or other tax. Section 2. The Congress shall have power to enforce this article by appropriate legislation. | » |